# 玛丽昂·罗珀
玛丽昂·罗珀（英語：Marion Roper，1910年9月15日—1991年2月10日），生于芝加哥，美国女子跳水运动员。她曾代表美国参加1932年夏季奥林匹克运动会跳水比赛，获得女子跳台铜牌。